# Земљотрес и цунами у Тохоку 2011.
Земљотрес у Тохоку 2011. године је потрес магнитуде 8,9 - 9,1 Рихтера који је погодио североисточни део острва Хоншу у Јапану у 14:46 JST (05:46 UTC) у петак 11. марта 2011. Епицентар је био 130км од источне обале Ошика полуострва Тохоку региона близу Сендаја, са хипоцентром на дубини од 32км. Ово је најјачи потрес који је погодио ову далекоисточну земљу од када се врше мерења. Настрадало је 15.894 људи, 6.156 је повређено, 2.546 се води као нестало и покренут је цунами висине 10 метара.
Овај земљотрес се у Јапану често назива Велики земљотрес у Источном Јапану (東日本大震災 Higashi nihon daishinsai), а такође је познат и под називом Тохоку земљотрес из 2011, Велики Сендај земљотрес, Велики Тохоку земљотрес, и велики земљотрес 11. марта.

## Земљотрес
Епицентар је био 370 километара од главног града Токија, тј. 130 километара источно од града Сендај на острву Хоншу у префектури Мијаги, на дубини од око 24 километра у Тихом океану. Земљотрес је изазвао штету и у Токију, а осетили су га и становници Кореје. Издато је упозорење за цунами, који је прекрио улице града Сендаја, потопивши и аеродром. Таласи су стигли до обала Хаваја, Новог Зеланда, Русије, Филипина и Палауа.

## Последице
Према процјенама научника, потрес је померио јапанска острва за 2,4 метра и Земљину осу за скоро 10 центиметара.

### Опасност од топљења језгра
У нуклеарној електрани Фукушима 1 на североистоку Јапана 12. марта је дошло до хидрогенске експлозије у првом блоку због квара на систему за хлађење услед земљотреса. У несрећи је повређено 4 радника који су покушавали да оспособе систем. 14. марта је дошло до експлозије и у трећем блоку, а 15. марта и у другом блоку. Јапанска влада је наложила евакуацију око 200.000 особа због страха од топљења језгра у реактору.
Компанија Тепко која управља електраном Фукушима 1 донела је одлуку да се електрана неће више користити после штете причињене због земљотреса и експлозија.

## Галерија
- Токио после земљотреса
- Висина воденог таласа
- Мапа потреса
- Пожар у рафинерији „Козмо Оил“
- После земљотреса у Коту, Токио